# Ophioplinthaca rudis
Ophioplinthaca rudis är en ormstjärneart som först beskrevs av Jean Baptiste François René Koehler 1897.  Ophioplinthaca rudis ingår i släktet Ophioplinthaca och familjen knotterormstjärnor. Inga underarter finns listade i Catalogue of Life.